# Miljan Vukadinović
Miljan Vukadinović (sinh ngày 27 tháng 12 năm 1992) là một tiền vệ cánh bóng đá Serbia hiện tại thi đấu cho Mladá Boleslav. Anh trai của anh, Vukadin, cũng là một cầu thủ bóng đá.